# Metoda Maxama-Gilberta
Metoda Maxama-Gilberta – metoda sekwencjonowania DNA wykorzystująca specyficzną, chemiczną degradację DNA.
Autorami metody byli Allan Maxam i Walter Gilbert. Gilbert otrzymał w roku 1980 za to osiągnięcie nagrodę Nobla w dziedzinie chemii (wraz z Frederickiem Sangerem, który w tym samym czasie opracował odmienną metodę sekwencjonowania DNA, znaną obecnie jako metoda Sangera). Metoda Maxama-Gilberta obecnie jest rzadko stosowana.

## Zasada metody
Metoda Maxama-Gilberta opiera się na wyznakowaniu cząsteczek DNA na końcu 5' radioaktywnym izotopem fosforu 32P, a następnie ich degradacji w czterech odrębnych reakcjach, wykorzystujących odmienne zestawy związków chemicznych (przedstawione w tabeli poniżej). W pierwszym etapie procesu następuje modyfikacja specyficznych dla danego reagentu zasad azotowych nukleotydów. W wyniku modyfikacji możliwe jest ich selektywne oderwanie od reszt cukrowych. W miejscach pozbawionych zasad (ang. abasic site) nić DNA ulega pęknięciu (miejsce cięcia znajduje się za zmodyfikowanym nukleotydem). 
| Miejsce cięcia | Związki chemiczne                              |
| -------------- | ---------------------------------------------- |
| G              | siarczan dimetylu + piperydyna                 |
| G + A          | siarczan dimetylu + piperydyna + kwas mrówkowy |
| C              | hydrazyna/chlorek sodu + piperydyna            |
| C + T          | hydrazyna + piperydyna                         |

Warunki reakcji dobrane są w ten sposób, aby jedna nić DNA uległa przecięciu na 2–3 fragmenty, z których jeden zawiera znacznik izotopowy. Ponieważ dana zasada występuje w łańcuchu DNA wielokrotnie, w mieszaninie poreakcyjnej znajduje się zbiór wielu fragmentów DNA o różnej długości, zależnej od miejsca cięcia. Fragmenty z czterech niezależnych reakcji rozdziela się elektroforetycznie, po czym poddaje autoradiografii uwidaczniającej łańcuchy DNA wyznakowane izotopowo. Uzyskane prążki odpowiadają fragmentom DNA posiadającym na końcu 3' określoną zasadę.